# Davrey
Davrey település Franciaországban, Aube megyében. Lakosainak száma 225 fő (2022. január 1.). Davrey Auxon, Avreuil, Chessy-les-Prés, Ervy-le-Châtel, Montigny-les-Monts és Vanlay községekkel határos.

## Népesség
A település népessége az elmúlt években az alábbi módon változott:
| Lakosok száma | 283  | 241  | 220  | 247  | 262  | 258  | 237  | 225  | 223  | 225  |
|               | 1968 | 1982 | 1990 | 2006 | 2013 | 2015 | 2017 | 2019 | 2020 | 2022 |